# Municipio de Dublin (condado de Fulton)
El municipio de Dublin (en inglés: Dublin Township) es un municipio ubicado en el condado de Fulton en el estado estadounidense de Pensilvania. En el año 2000 tenía una población de 1.277 habitantes y una densidad poblacional de 13 personas por km².

## Geografía
El municipio de Dublin se encuentra ubicado en las coordenadas 40°03′30″N 77°52′28″O / 40.05833, -77.87444.

## Demografía
Según la Oficina del Censo en 2000 los ingresos medios por hogar en la localidad eran de $35,469 y los ingresos medios por familia eran de $39,766. Los hombres tenían unos ingresos medios de $30,263 frente a los $21,080 para las mujeres. La renta per cápita de la localidad era de $15,984. Alrededor del 13,1% de la población estaba por debajo del umbral de pobreza.